# 反戦運動

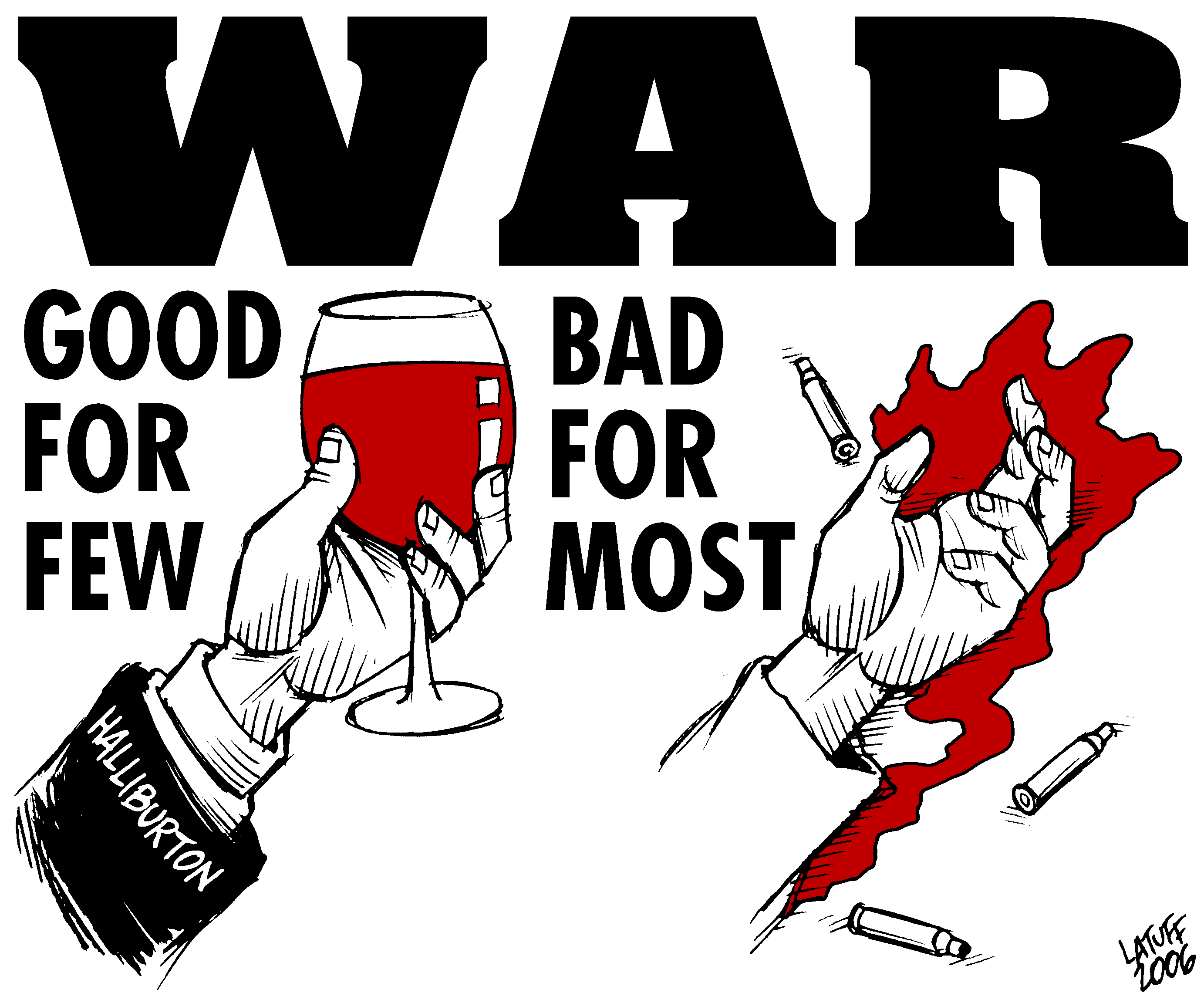
反戦ポスター「戦争 - 少数には善 - 大多数には悪」（左側の袖にはハリバートンと書かれている）

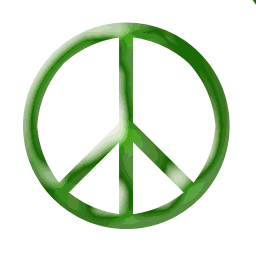
CNDデザインのピースマーク

反戦運動（はんせんうんどう、英語:  Anti-war movement）とは、平和主義の観点から戦争に反対する個人または団体の運動や活動である。平和運動よりもやや狭義で捉えられるが、厳密な区分はない。

## 概要
反戦運動は、手段としての戦争に反対することが主たる目的であるが、戦争の原因となっている問題自体に対しては意見を示さないもの、問題に対し平和的な解決を求めるものなどから、兵営からの脱走、デモ活動（集会・行進）、ビラ配布、戦争当事国の目の不買運動、軍需産業の従業員によるストライキ、当局関係者による内部告発などがある。
普遍的人権や民主主義の理念から、人権団体が反戦運動に取り組んだり、基本的人権の観点から反戦に取り組んでいる反戦団体も多い。とりわけ欧州では、ヨーロッパ諸国との直接的利害関係が薄い問題に対しての運動も盛んである。
反戦運動に伴う表現方法には、下記の例が挙げられる。
- ハンガーストライキ
- 良心的兵役拒否
- ダイ・イン
- 反戦歌
- シュプレヒコール

国家、特に民主制国家は世論に関心を払わざるを得ず、厭戦気分は戦争の妨害になる。そのため戦時下にある国では、敵国や第三国が該当国の反戦運動を利用する（レーニンの敗戦革命論および敗戦革命戦略も参照）として、現在でも何らかの形で言論統制が敷かれることが多い。さらに、政府当局が反戦運動を「心理戦における相手国への利敵活動（間接侵略）」と見なし、監視対象にすることもある。
なお、反戦運動以外にも戦争の回避や抑制を目的とする考え方や手段が複数ある。詳細は以下にその具体例を挙げるので本項と併せて参照。
- 汝平和を欲さば、戦への備えをせよ
- 孫子
- 勢力均衡 - 脅威均衡
- 抑止力
- 安全保障#国際安全保障体制の理論
  - 集団防衛
  - 集団安全保障
  - 相互確証破壊
  - 核抑止

## 各国での歴史

### 欧米
戦争が貴族・騎士や傭兵、奴隷兵によって戦われた前近代の西欧では、戦争は、現代ほど嫌悪感が強くなく、支配階級はスポーツの如く捉えることすらあった。
しかし、19世紀、戦争のために市民兵を動員する国民国家の時代になると、戦争は勝敗に関わらず国民を疲弊させる悪しきものという認識が、ある程度共有されるようになる。こうした反戦の概念は南北戦争の時代に文学などで既に見られたが、決定的になったのは第一次世界大戦が国家総力戦（Total war）の様相を呈し、前代未聞の被害をヨーロッパ各国に与えたからである。
第一次大戦後、ヨーロッパでは厭戦気分から平和主義が台頭した。また、イギリスでは首相らがドイツ帝国への宥和政策を実施してしまった。欧州では世界大戦終結を「戦争の終わり（end of war）」と呼び、平和主義に基づき、もう戦争は起きないであろうと予測もしくは願望が唱えられた。
しかしそれは20年後、第二次世界大戦の勃発によって裏切られる。第二次大戦後には、戦争を抑止するメカニズムを、主要国を中心とする体制によって形成するという理想の下で国際連合が設立され、その理念が今日まで続いている。
アメリカ国内でアメリカ市民が反対することが発端となることが多い。代表的な例として、ベトナム反戦運動、アフガニスタン紛争やイラク戦争などが挙げられる。2003年3月20日に、アメリカがイラク戦争を開戦する以前に、世界各国でイラクへの武力行使に対する反対運動が展開した（開戦直後にはアメリカの反戦団体「正義と平和のための連合」および「戦争を止め人種差別に反対するため今行動を」の呼びかけにより、抗議のため世界を24時間かけて一周する反戦デモのリレーが行なわれた）。
2000年代後半からウラジーミル・プーチン大統領のもとロシアの軍事力が復活し、ロシアに対してもロシア連邦軍によるチェチェン紛争、グルジア侵攻、2022年ロシアのウクライナ侵攻への抗議運動が起きている。

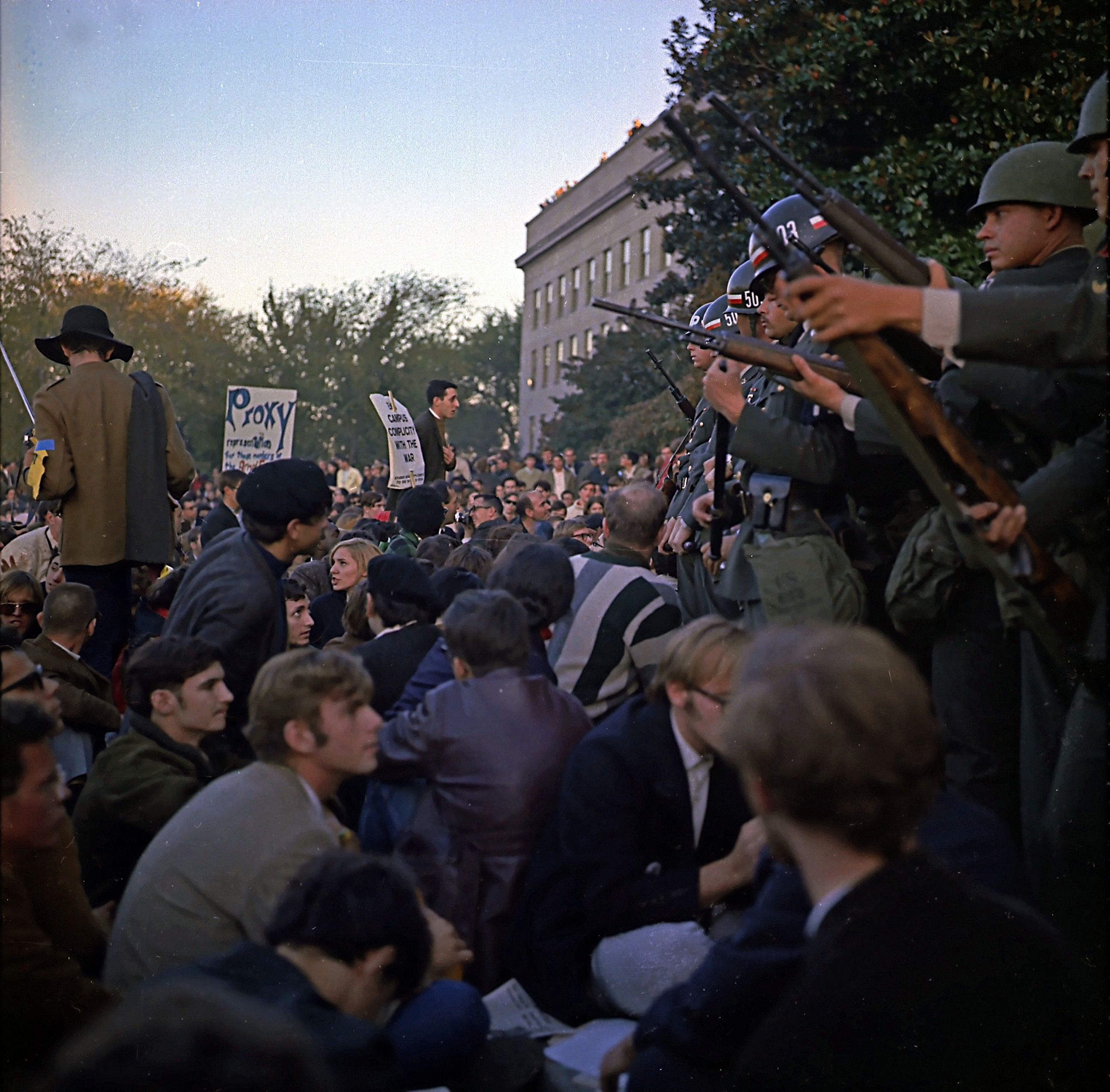
米国のベトナム反戦運動（1967年）
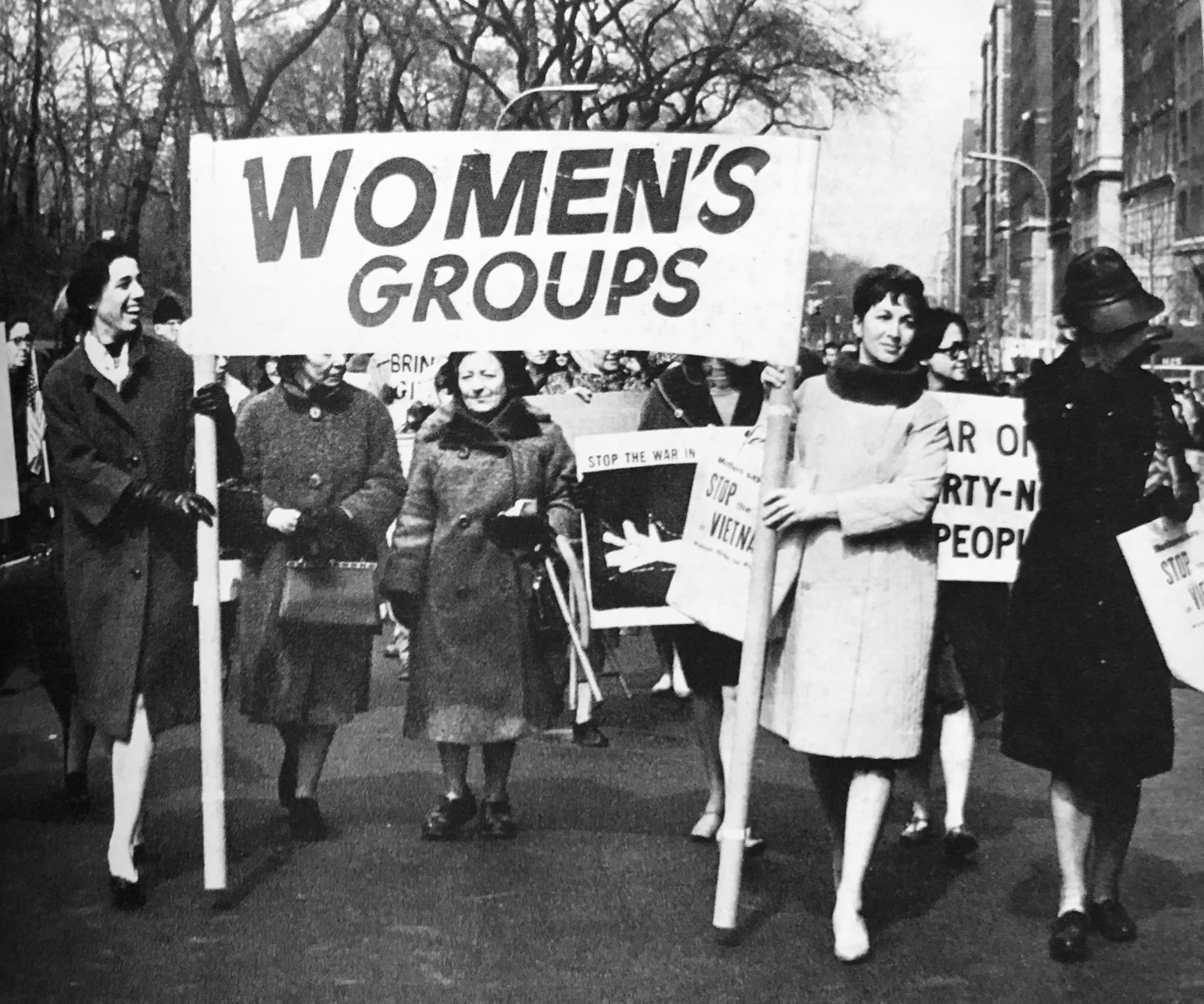
女性団体によるベトナム反戦運動（1967年）
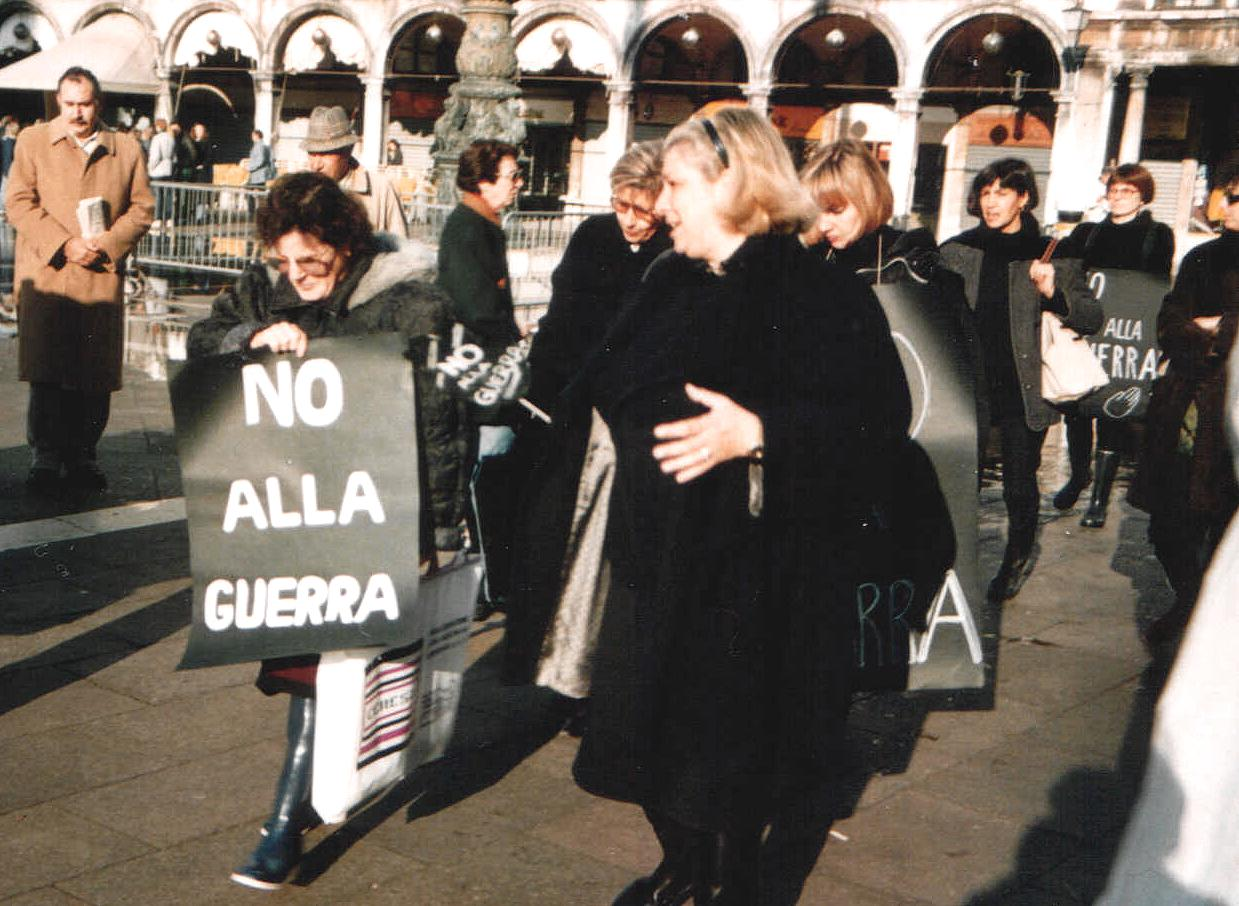
反戦運動に参加するイタリア女性（1990年）
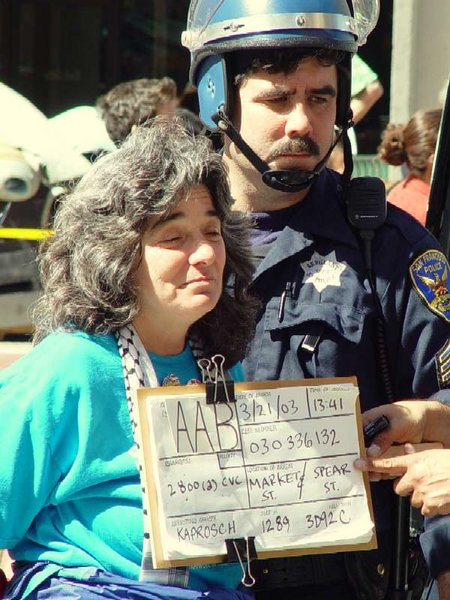
イラク戦争に反対する米国女性（サンフランシスコ・2003年）
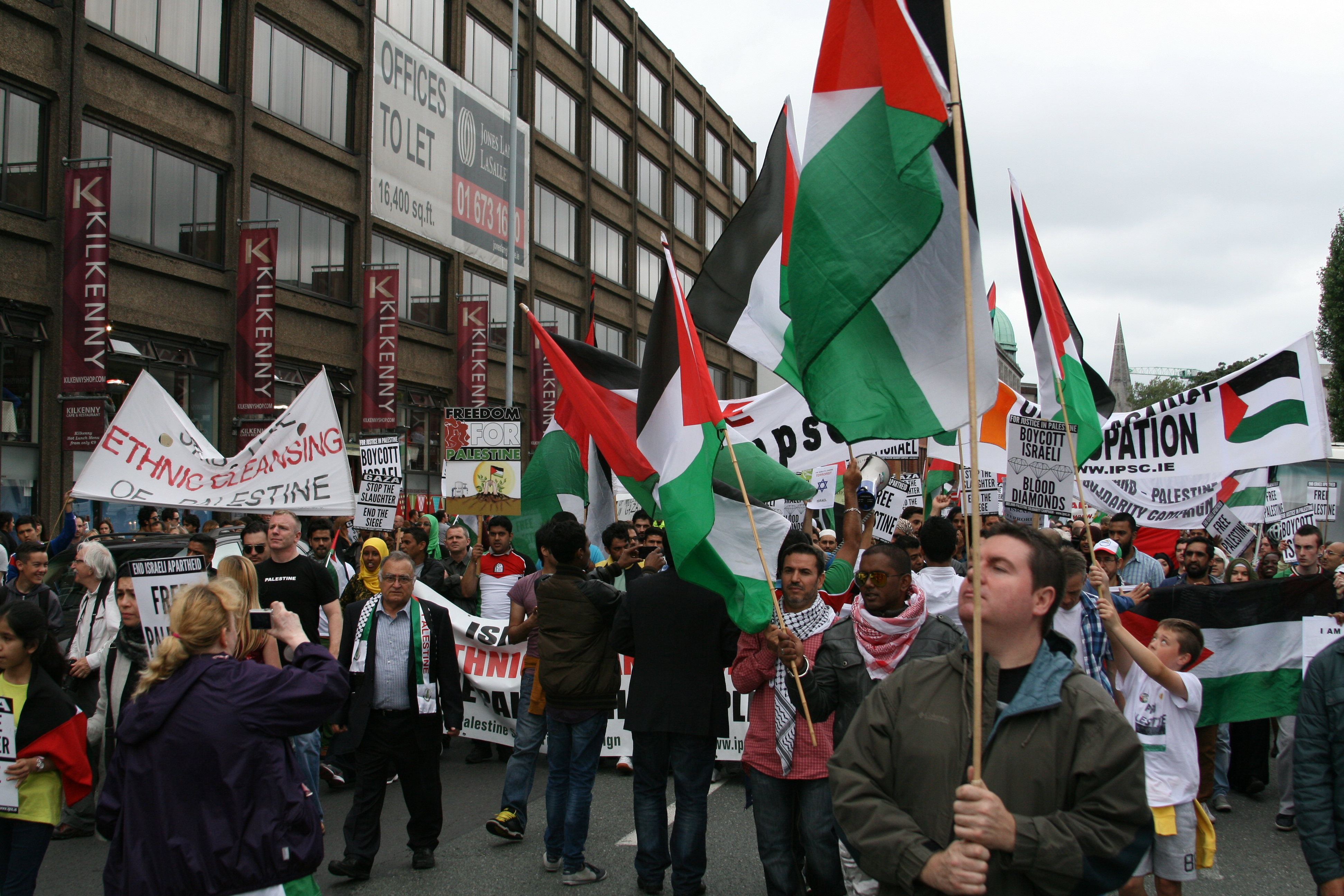
2014年のガザ侵攻に反対するダブリンでのデモ
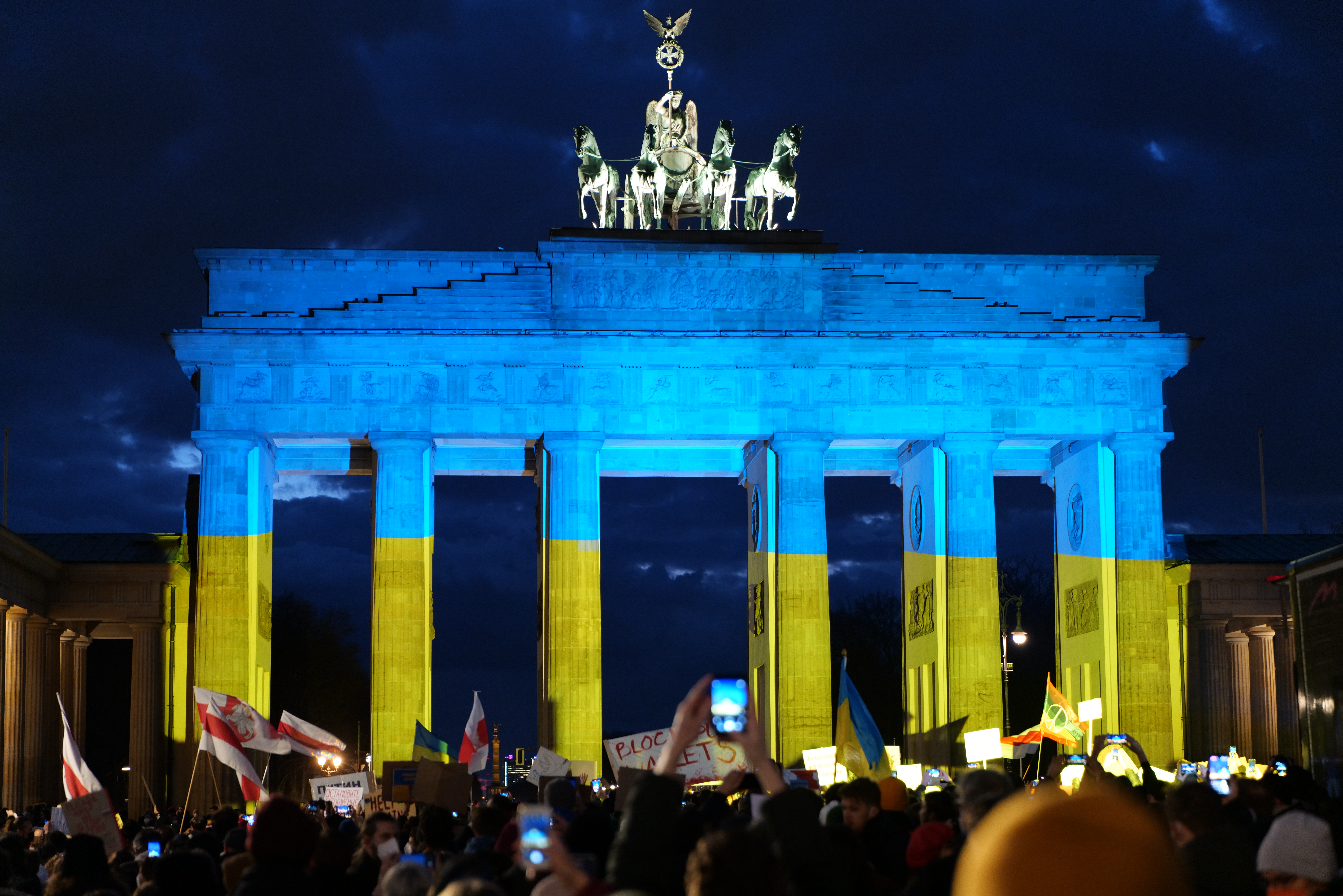
2022年のウクライナ侵攻に抗議するベルリンでのデモ

### 日本

#### 第二次世界大戦まで
日本では、大日本帝国にとって初の近代戦争である日清戦争の直後、既に反戦的な言論の萌芽がみられ、組織的な反戦運動の端緒は日露戦争における「非戦論」であった。しかし日露戦争時の日本では主戦論が圧倒的に多数であり、非戦論が拠った『萬朝報』も時流に迎合して主戦論に社論を転換していくが、この時期反戦を訴える人々がまとまった勢力として登場したのである。
しかし昭和期には日本社会の全体主義化が著しく進み、山本宣治の暗殺、小林多喜二の虐殺などテロリズム（白色テロ）が横行し組織的な反戦運動はほぼ不可能な状態になっていく。1931年の満州事変勃発に伴い､労農党や社会民衆党左派の流れを引く人々は、全国労農大衆党に集い堺利彦を委員長とする対支出兵反対闘争委員会を設けるなど戦争に抵抗した。
しかし1937年からの日中戦争が激化するに従い、彼らは当局の圧迫で転向しているか、比較的言論取り締まりが緩やかだった外地に逃げているか、政治犯として刑務所に入っているか、そうでなければ監視のもとで沈黙を強いられているといった状態に追い込まれて行く。
全国労農大衆党と社会民衆党が合同して結成された社会大衆党は､1940年に近衛文麿が新体制運動を唱えると，直ちに解党してこれに合流してしまった。その頃には公然と戦争に対し異論を唱えることができたのは、斎藤隆夫ら保守系の人々のみ、という状況になっていた（斎藤の『反軍演説』に内心賛同していた片山哲らも、懲罰動議の決議への欠席・棄権という形で、消極的に意思を表明することしかできなかった）。一方、1922年に結成された日本共産党は1932年にソビエト連邦の強い影響下にあったコミンテルンの指示で作成された「32年テーゼ」で満州事変を「帝国国家同士の戦争」と定義してこれに反対したが、非合法であった同党は既に多くの幹部が検挙され、その後も摘発が続いたこと、さらに32年テーゼ自体が社会民主主義をファシズムと同様にみて対決の対象とする「社会ファシズム論」に立っていたことから、日本国内の反戦運動に対する影響力は広がりを欠いた。なお、日中戦争中には中国共産党の本拠地となった延安において日本共産党幹部の野坂参三が日本人民解放連盟を組織し、捕虜となった日本軍兵士に対して反戦運動や共産主義思想の教育を行った（コミンテルン1928年テーゼも参照）。
1941年から始まった太平洋戦争（大東亜戦争）において日本の敗色が濃くなると、交戦相手のイギリスやアメリカに近いと目されていた元外交官の吉田茂を中心に講和を目指す動きが活発化し、1945年2月14日に近衛文麿元首相が昭和天皇に提出した近衛上奏文で共産主義革命の防止を理由とした戦争終結を求めるに至った（レーニンの敗戦革命論、コミンテルン第六回大会、コミンテルン第7回大会も参照）。これに対して、当時の政府の実権を握っていた大日本帝国陸軍（統制派）やその軍事警察組織である憲兵隊はこれを吉田を中心とした反戦グループ、略して「ヨハンセングループ」と暗号名で呼んだ親英米派の「造言飛語」とみなし、憲兵隊は4月15日に吉田を逮捕したが、5月には不起訴となった。この一連の経緯は、同年8月にポツダム宣言を受諾して降伏した日本の戦後に影響を与えた。

#### 戦後
上記の通り、1945年8月に日本が連合国に対して無条件降伏し、アメリカを中心とした連合国軍総司令部(GHQ)による間接統治が始まると、1946年5月に内閣総理大臣へ就任した吉田茂が日本政界の中心人物となった。大日本帝国憲法の全面改正を求めて同年2月にGHQから日本政府に渡されていたマッカーサー草案を基にした日本国憲法の審議においては、第9条で以下の条文となることが定められた。
""第9条 日本国民は、正義と秩序を基調とする国際平和を誠実に希求し、国権の発動たる戦争と、武力による威嚇又は武力の行使は、国際紛争を解決する手段としては、永久にこれを放棄する。
前項の目的を達するため、陸海空軍その他の戦力は、これを保持しない。国の交戦権は、これを認めない。""
内閣総理大臣の吉田茂を総裁とし、帝国憲法改正小委員会の委員長として後に「芦田修正」と呼ばれる条文変更も行った芦田均元首相も所属していた与党の自由党の他、かつての社会大衆党も含めた幅広い非共産系社会主義勢力が結集した野党の日本社会党もこの条文に賛成した。一方、日本共産党は1945年10月の治安維持法の廃止によって合法化されており、野坂参三は1946年4月の第22回衆議院議員総選挙で共産党初の国会議員（衆議院議員）となっていたが、この条文に対しては「侵略戦争だけではなく自衛戦争をも放棄することで民族の独立を危うくする」と指摘し、衆議院本会議の議決でも共産党は憲法改正案に反対した。いずれにしても、この時期においては、ポツダム宣言で明記された帝国陸海軍の解体に反対する世論はなく、「戦争反対」で国論はほぼ統一されていた。
しかし、5月3日に日本国憲法が公布された1947年以降、徐々にアメリカ合衆国とソビエト連邦の間の東西冷戦が日本国内にも波及し、1950年6月に朝鮮戦争が始まると、GHQ総司令官であるアメリカのダグラス・マッカーサー将軍は吉田茂首相に国内治安維持のための警察力増強を指示し、同年8月にアメリカ軍の指導によって警察予備隊が組織された。朝鮮戦争でのアメリカの苦戦、および前年の中華人民共和国成立などを受けて警察予備隊は程なく重装備化が進められ、1954年には防衛庁が設置されて、日本の平和と独立を守り、国家の安全を保つ任務を帯びた防衛組織として陸上自衛隊・海上自衛隊・航空自衛隊の3隊からなる自衛隊が成立し、1951年のサンフランシスコ平和条約に合わせて日米間で調印された日米安全保障条約の下、日本国内への駐留が継続したアメリカ軍に自衛隊が協力して日本の防衛を担うこととなった。これらの流れは再軍備と称され、特に海上自衛隊では人事面でもかつての大日本帝国海軍の再建色が強かったことから、日本国憲法の護持、「護憲」を訴える社会党は強く反発した。1954年に吉田茂が首相を退陣すると後任の鳩山一郎首相は日本国憲法改正を内閣の大きな政治目標に据え、1955年には保守合同で巨大な保守政党である自由民主党の結成にこぎつけたが、同年の第27回衆議院議員総選挙および翌1956年の第4回参議院議員通常選挙の双方で憲法改正に必要な3分の2の議席数を確保できず、改憲は実現しなかった。裏を返せば、これは社会党委員長の鈴木茂三郎による「青年よ再び銃をとるな」というスローガンが日本国民から一定の支持を集めていた（人民戦線戦術）ということでもあった。これにより、日本の政治では「反戦運動」が専ら自民党長期政権と対決する社会党や共産党などの左派革新勢力（統一戦線も参照）が行うものという構図が固まった。
その後に内閣総理大臣となった岸信介は日本国憲法を押しつけ憲法とする自主憲法制定論者である一方、当時の日米安保条約ではアメリカが戦争を始めると日本も自動参戦するという解釈を取り、1960年の同条約改定にこぎつけたが、国民世論の激しい反発によって同条約の批准と引き換えに内閣総辞職へ追い込まれた。この一連の安保闘争も反戦運動の一角をなすものであった。この一連の闘争により、特に社会党内では左派の唱える非武装中立論が党内の主流となり、右派の一部が離党して民主社会党、のちの民社党の結成へとつながっていった。

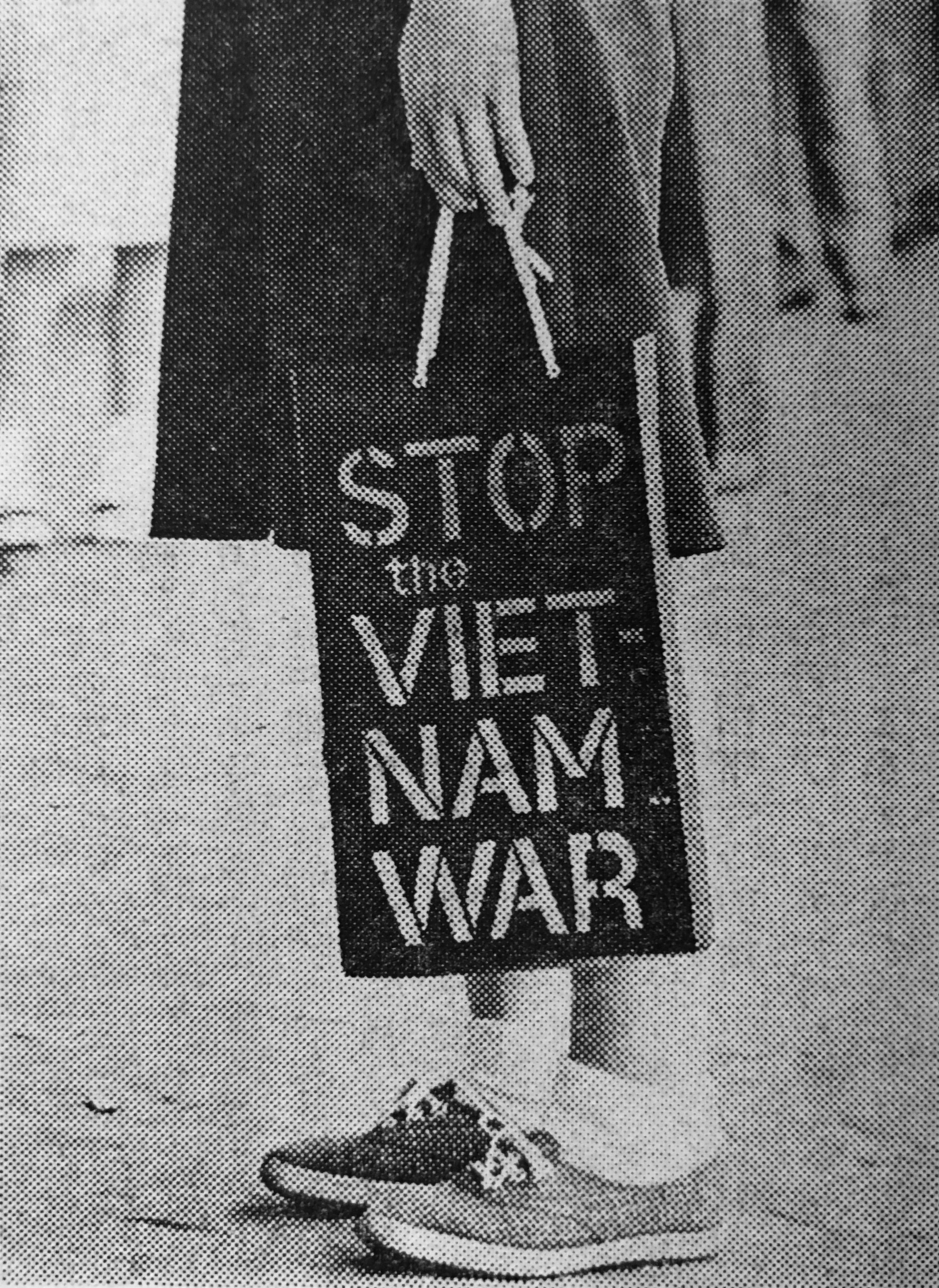
べ平連が作成したバッグ

1965年にベトナム戦争へアメリカが直接介入を開始すると、日本でも再び反戦運動の機運が高まり、同年には社会党やこれを支える日本労働組合総評議会（総評）によって反戦青年委員会が組織された。これは反戦運動の中核になると目されていたが、やがて同委員会に参加した新左翼系の各グループに主導権が渡り、警察（治安当局）との衝突も辞さない姿勢を取って、運動の急進化と過激化、そして1970年の日米安保条約自動延長を阻止するための「70年安保闘争」に敗北した後の衰退を招いた。これに対し、同委員会から距離を取った社会党や元々同委員会には参加しなかった共産党はベトナム戦争への日本参戦反対を訴えながらも、実力行使よりも議会での勢力拡大を重視する路線を堅持し、それぞれの党派内で国際平和の実現を求める平和運動や核兵器廃絶を目指す反核運動の枠組みの中で反戦を訴えることになった。なお、1969年には現役の陸上自衛隊員だった小西誠が自衛隊の治安出動訓練を拒否して逮捕され、「反戦自衛官」として自衛隊やその根拠法である自衛隊法の違憲性を問う裁判闘争を行い、結果として1981年に自衛隊法違反では無罪判決が確定したが、自衛隊法の違憲性は示されず、命令拒否による懲戒免職は撤回されなかった。この他、1965年に「ベトナムに平和を!市民連合」（べ平連）が結成され、代表の小田実や事務局長の吉川勇一らを中心に「無党派市民層」による反戦活動を掲げ、反戦デモの実施、新聞広告の出稿、アメリカ兵の亡命支援などを行った（レポ船も参照）。なお、この活動にはソ連国家保安委員会(KGB)が一時期に支援活動（間接侵略）を行ったことがソ連崩壊後の文書公開で明らかになった。
一方、ベトナム戦争の長期化に苦しむアメリカは同盟国の一員として日本に自衛隊の派遣による参戦を水面下で求めたが、当時の内閣総理大臣だった佐藤栄作と田中角栄は応じなかった。特に田中については、アメリカ側の打診に対して憲法9条の存在を理由にこれを断ったことが、のちに証言されている。結局、ベトナム戦争は1973年のパリ和平協定でアメリカ軍の直接介入が終了した後、1975年のサイゴン陥落でアメリカが敗北し、べ平連も1974年に解散した。

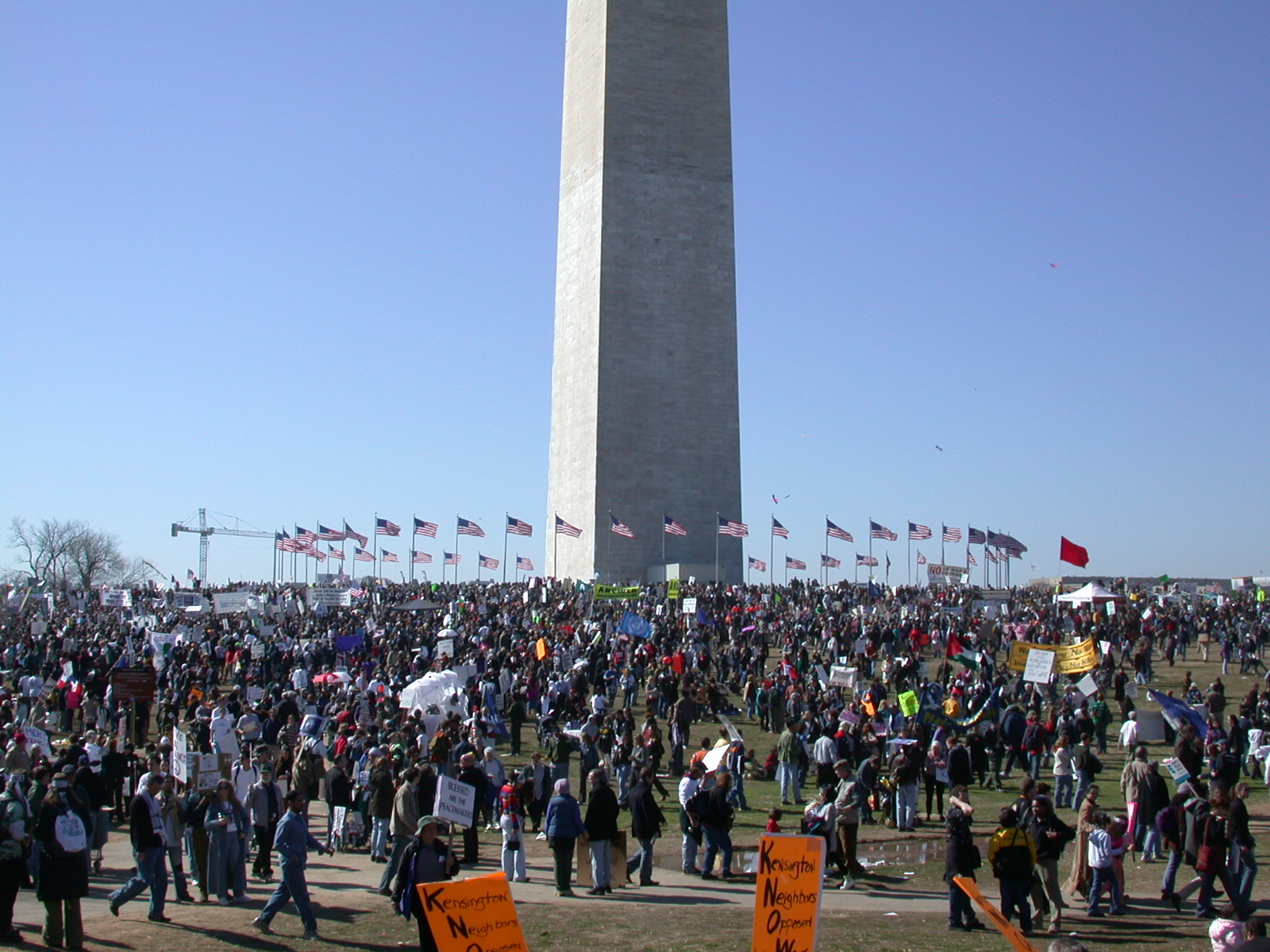
2003年3月15日のワシントンD.C.集会

1980年代以降、その勢力の長期低落が続いていた社会党内で自衛隊の存在に対する見直しが始まり、1983年には石橋政嗣委員長が「違憲合法論」を唱えた。これはかつての仲間で、労働運動の再編を機に関係の再強化が求められていた民社党が積極的な国防強化策を唱えていたことの配慮もあった。社会党は1993年に細川護熙を総理大臣とした細川内閣で連立政権を担う与党の一員として民社党とともに入閣し、1994年には自由民主党の支持を受けて同党委員長の村山富市が内閣総理大臣に就任すると自衛隊を明確に合法と位置付け、実際に自民党の玉沢徳一郎を防衛庁長官として国務大臣に指名した。これらの一連の路線変更に反対した社会党内の最左派は新社会党を結成して社会党の非武装中立路線を堅持したが、組織力は弱く、その後の国政選挙では当選者を出せなかった。

#### 社会党の自衛隊容認後
1996年1月には社会党に代わる新党として社会民主党が発足し、直前に内閣総理大臣を辞していた村山初代党首をはじめ旧社会党議員の大半が所属したが、旧民社系も含んだ民主党（当時）の結党に際しては再び党が分裂し、村山を継いだ自民党総裁の橋本龍太郎による内閣でも1998年に最終的な閣外協力解消へ至った。2006年に出した「社会民主党宣言」の中で同党は自衛隊を違憲状態とし、石橋時代以前の主張に戻った。これをまとめた福島瑞穂代表は2009年に鳩山由紀夫内閣で消費者庁長官として入閣したが、閣内では内閣の一員として自衛隊を合憲と認める国会答弁を行った後、2010年5月に普天間基地移設問題で鳩山首相から罷免され、社民党も連立から離脱した。以後、社民党は全国の平和運動や市民運動と連帯して反戦運動に取り組んでいるが、党自体の勢力が衰退し、2010年代以降は全国政党としての存続自体がたびたび危ぶまれている。
旧社会党の一部や旧民社党、さらに自民党を離脱したリベラル派までを広く含んだ民主党は鳩山政権誕生をもたらした第45回衆議院議員総選挙で圧勝して自民党・公明党連立の麻生太郎内閣から政権を奪取したが、上記の普天間基地移設問題などで混乱が起きた上、以前の総評に代わる日本最大の労働組合全国組織である日本労働組合総連合会（連合）への依存度が高くて独自の大衆運動を組織できない弱点、さらには対米協調外交を支持する党内勢力が強く上記の新左翼系反戦運動とは大きく異なる政策方針を持つなどの理由もあって、効果的な反戦平和運動の活性化はできなかった。これは2012年の野田佳彦内閣が第45回衆議院議員総選挙で大敗して自民党の安倍晋三総裁に政権を明け渡した後も変わらず、その後の曲折を経て2020年に発足した旧民主党系の流れをくむ立憲民主党や国民民主党でも同様の構図が続いている。
日本共産党は1950年代の武装闘争路線の後、1961年綱領で自衛隊を違憲とし、自衛隊の解消と日米安保条約の破棄を目指す運動を進めていた。この時点では最終的に日本国憲法の改定により自衛組織を法的に定める武装中立論だったが、1994年の新綱領では憲法9条の維持に転換し、2000年の第22回党大会では自衛隊の縮小を目指すとともに日米安保条約の解消後も国民の合意があれば自衛隊を存続させ、自衛権の侵害があれば自衛隊の「活用」も認めるという新方針が決定された。以後、アメリカ軍と一体となった「集団的自衛権」の行使やそれに基づく敵基地攻撃論などには反対する一方、自衛隊の存在自体は即時の解消を求めず、文民統制の徹底などを進めながら、将来は国民的合意に基づく自衛隊の解消に向けた活動を進める「段階的解消論」を取っている。